# Frazer Nash

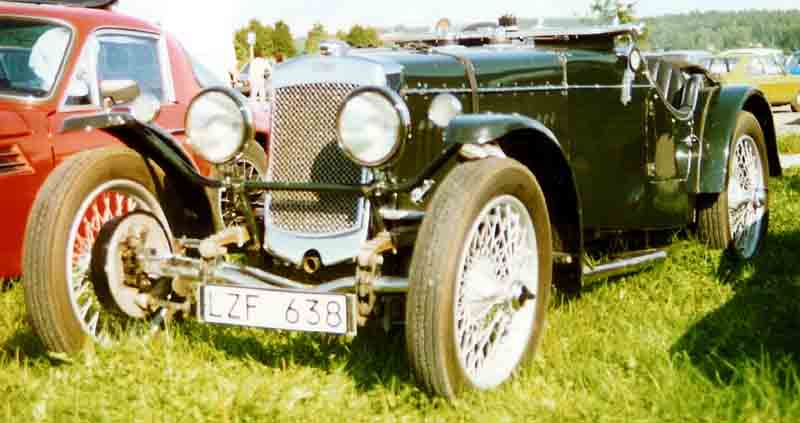
Frazer Nash TT Replica 1935

Frazer Nash var en brittisk biltillverkare som var verksam mellan 1922 och 1957. 

## Historik
Archie Frazer-Nash byggde sin första bil under eget namn 1922. Efter att ha byggt ett fåtal familjebilar presenterade han 1924 den sportbil som skulle tillverkas i stort sett oförändrad fram till andra världskrigets utbrott.
Frazer Nash hade ett mycket enkelt chassi med stela axlar och stenhård kantileverfjädring fram och bak. Växellådan, placerad framför bakaxeln, var extremt enkel: varje växel bestod av ett kugghjul som kopplades in via en klokoppling. Varje växel drev sedan ett enskilt kugghjul fäst direkt på bakaxeln via en kedja. Bilarna kallades Chain Gang efter kedjedriften. Bakaxeln saknade differentialväxel och för att bilen skulle bli körbar i kurvor hade den mycket smal spårvidd bak, endast 3,5 fot (107 cm). Frazer Nash köpte fyrcylindriga motorer på 1,5 liter från fristående tillverkare. Tidiga bilar hade sidventilsmotorer, men runt 1930 infördes toppventiler.
1929 drabbades företaget av ekonomiska bekymmer och köptes upp av H. J. Aldington som drev verksamheten vidare. Archie Frazer-Nash gick vidare och startade tillverkning av flygplansdetaljer, ett företag som i utvecklad form finns kvar än idag.
I början av trettiotalet utvecklade Frazer Nash en egen motor med överliggande kamaxel. Dessutom byggdes ett litet antal bilar med sexcylindrig motor från underleverantören Blackburne, med dubbla överliggande kamaxlar. Den motorn gav i tävlingsutförande med Roots-kompressor över 150 hk. I mitten av trettiotalet var Frazer Nash rejält gammalmodig och försäljningen sjönk för varje år. Familjen Aldington kompenserade försäljningsbortfallet genom att importera tyska BMW-bilar, som såldes under namnet Frazer Nash-BMW på den brittiska marknaden.

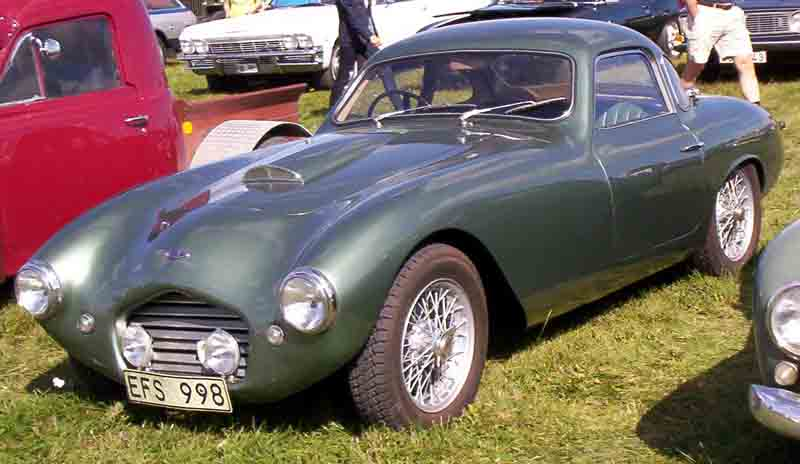
Frazer Nash Le Mans ca 1955

Efter andra världskriget presenterade Frazer Nash en ny sportbil, helt skild från Chain Gang-modellen. Den nya bilen var till stora delar baserad på BMW 328. Frazer Nash tecknade avtal med Bristol som tillverkade motor och drivlina mot att de fick bygga en GT-bil under eget namn på samma grund.
Frazer Nash:s nya bil var framgångsrik inom motorsporten, med en tredjeplats på Le Mans 24-timmars 1949 samt vinster i Targa Florio 1951 och Sebring 12-timmars 1952. 1954 fick familjen Aldington generalagenturen för ett nytt tyskt märke, Porsche, som man behöll fram till 1965. Frazer Nash försökte förnya sina bilar genom att erbjuda BMW:s V8 motor, men endast en prototyp byggdes innan tillverkningen lades ner 1957.
Frazer Nash produktion uppgick till cirka 350 bilar av Chain Gang-modellen före andra världskriget och sedan cirka 65 BMW-baserade bilar efter kriget.

## Formel 1
Frazer Nash tävlade i Formel 1 säsongen 1952, när mästerskapet kördes enligt Formel 2-reglementet.

### F1-säsonger
| Säsong | Tävlingsnamn     | Bil              | Motor          | Poäng | Förare 1    |
| ------ | ---------------- | ---------------- | -------------- | ----- | ----------- |
| 1952   | Scuderia Franera | Frazer Nash FN48 | Bristol 2.0 L6 | 3     | Ken Wharton |

### Andra stall
| Stall      | Säsong | Konstruktör     | Antal lopp |
| ---------- | ------ | --------------- | ---------- |
| Tony Crook | 1952   | Frazer Nash-BMW | 1          |